# Коронована риба катерица
Коронованите риби катерици (Sargocentron diadema) са вид актиноптери от семейство Холоцентрови (Holocentridae).
Те са незастрашен вид.
Таксонът е описан за пръв път от Бернар Жермен дьо Ласепед през 1802 година.